# Centrophorus squamosus

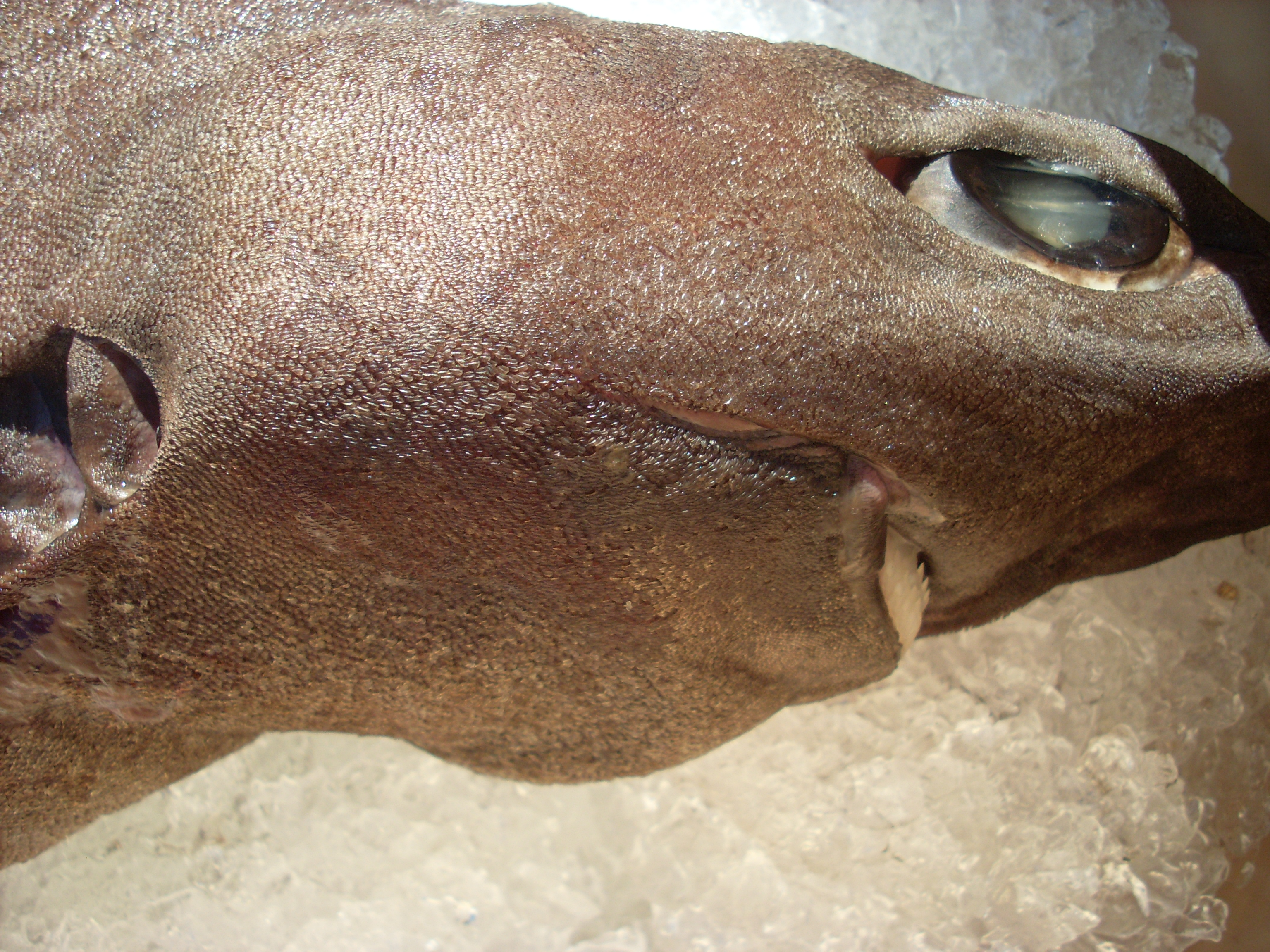
Cabeça de C. squamosus

Centrophorus squamosus é um tubarão esqualiforme de profundidade pertencente à família Centrophoridae. A espécie é conhecida pelos nomes comuns de lixa ou xara.

## Descrição
Os tubarões da espécie Centrophorus squamosus são caracterizados por não apresentarem barbatana anal e por possuírem duas barbatanas dorsais precedidas de um espinho desenvolvido, sendo a primeira delas relativamente baixa e longa, e por terem grandes olhos e o corpo recoberto por dentículos ásperos (escamas placoides). O comprimento máximo registado é de 158 cm. As barbatanas peitorais são angulosas, mas não muito desenvolvidas.
C. squamosus possui um focinho moderadamente desenvolvido e arredondado. Os dentes são unicúspides mas nitidamente diferentes no maxilar superior e inferior, sendo os primeiros em maior número, de menor dimensão e ligeiramente espaçados.
Apresenta uma coloração cinzento-escura ou preta, uniforme, sendo recoberta por placas dérmicas, em forma de folha, que formam escamas placóides, imbricadas, com formato subovóide, multicúspides e serrilhadas lateralmente. Estas conferem elevada aspereza à pele, daí merecerem o nome comum de lixa.

## Distribuição ehabitat
Ocorre no nordeste do Atlântico, nos taludes continentais, desde a Islândia até ao Cabo da Boa Esperança, no oeste do Oceano Índico nas proximidades das ilhas Aldabra e no Pacífico Ocidental na região de Honshū, Japão, Filipinas, sueste da Austrália e Nova Zelândia.
A espécie vive junto do fundo, entre 230 e 2 360 metros de profundidade, sendo mais comum abaixo dos 1 000 metros de profundidade. A dieta da espécie consiste sobretudo em cefalópodes dos géneros Chiroteuthisi, Vampyroteuthis e Galiteuis e peixes ósseos como Aphanopus carbo. Não são conhecidos predadores naturais da espécie.
A espécie é ovovivípara, com um máximo de 5 crias por parição.
No arquipélago da Madeira a espécie é capturado como espécie acessória da pescaria de palangre dirigida a Aphanopus carbo Lowe, 1839. Existem várias pescarias no Nordeste Atlântico que consideram a espécie como alvo, juntamente com outro esqualídeo, Centroscymnus coelolepis.